# Epomops dobsonii
Epomops dobsonii је врста слепог миша из породице великих љиљака (Pteropodidae).

## Распрострањење
Ареал врсте покрива средњи број држава. 
Врста је присутна у Замбији, Анголи, Танзанији, ДР Конгу, Малавију, Мозамбику, Намибији и (непотврђено) Руанди.

## Станиште
Врста је по висини распрострањена до 1.500 метара надморске висине.

## Угроженост
Ова врста је наведена као последња брига, јер има широко распрострањење и честа је врста.